# John Stetch
John Stetch (* 1966 in Edmonton, Alberta) ist ein kanadischer Jazz-Pianist.

## Leben und Wirken
John Stetchs Familie stammt aus der Ukraine. Er hatte durch seinen Vater Klarinetten-Unterricht; mit Jazz kam er auch durch seine Onkel in Berührung, die den Jazzclub Yardbird Suite betrieben. Er wechselte erst zum Saxophon und schließlich im zweiten Jahr auf dem College zum Piano. Erste Auftritte hatte er in der ukrainischen Gemeinschaft seiner Heimatstadt; als er Volksmusik mit einer ukrainischen Hochzeitsband spielte. Nach Abschluss seines Studiums in Montreal tourte Stetch durch Kanada und nahm erste Alben auf, für die er mit Nominierungen für den Juno Award ausgezeichnet wurde.
1993 zog er nach New York City, wo er eine Dekade als Sideman arbeitete, häufig mit dem Bassisten Rufus Reid und an Aufnahmen etwa von Akira Tana (Looking Forward, 1994), Mark Turner, Charlie Haden und Hank Roberts mitwirkte.
1994 entstand das stilistisch stark an Chick Corea angelehnte Album Carpatian Blues, an dem Seamus Blake mitwirkte. 1998 gewann er den Prix du Jazz auf dem Festival International de Jazz de Montréal und wurde fortan häufig vom CBC/Radio-Canada gesendet. Ab 1998 begann Stetch eine Reihe von Alben für das Label Justin Time einzuspielen, sowohl in Trio-Besetzung, u. a. mit Jeff Ballard, Kieran Overs, Ted Warren und Ben Street, erweitert zum Quartett mit dem Saxophonisten Bill McHenry und auch als Solist, wie bei den Alben Ukrainianism, Standards (2001) und dem Monk-Album Exponentially Monk (2003), als Teile einer viel beachteten Solo-Piano-Trilogie. Stetch erhielt außerdem einen Kompositionsauftrag für das CBC Radio Orchestra. In seinem Album „TV Trio“”, das für den Juno Award nominiert wurde, interpretierte Stetch bekannte Fernsehserien-Themen der 1970er- und 1980er-Jahre.
Stetch lebt in Ithaca (New York) und unterrichtet an der Cornell University und am Ithaca College.

## Diskografische Hinweise
- Green Grove(Justin Time, 1998)
- Heavens of a Hundred Days (Justin Time, 2000)
- Ukrainianism (Justin Time, 2001)
- Standards (Justin Time, 2001)
- Exponentially Monk (Justin Time, 2003)
- Bruxin’ (Justin Time, 2005)